# 7月16日 (旧暦)
旧暦7月16日は、旧暦7月の16日目である。六曜は仏滅である。

## できごと
- 景行天皇40年（ユリウス暦110年8月18日） - 景行天皇が日本武尊に東夷討伐を命じる
- 仁治元年（ユリウス暦1240年8月5日） - 彗星、地震、旱魃などのため延応より仁治に改元
- 文応元年（ユリウス暦1260年8月24日） - 日蓮が立正安国論を著し、北条時頼に提出[1]。

## 誕生日
- 元亀元年　(グレゴリオ暦1570年8月17日) - 佐竹義宣、武将・戦国大名（+ 1633年）
- 寛文8年（グレゴリオ暦1668年8月23日） - 松平吉透、松江藩主（+ 1705年）
- 享保6年(閏)（グレゴリオ暦1721年9月7日） - 徳川宗尹、一橋徳川家初代当主（+ 1765年）
- 慶応3年（グレゴリオ暦1867年8月15日） - 池田成彬、政治家（+ 1950年）

## 忌日
- 嘉元2年（ユリウス暦1304年8月17日） - 後深草天皇、89代天皇（* 1243年）
- 天正2年（ユリウス暦1574年） - 五龍局、宍戸隆家の正室、毛利元就の娘
- 元和3年（グレゴリオ暦1617年8月17日） - 芳春院（まつ）、前田利家の妻（* 1547年）
- 享保5年（グレゴリオ暦1720年8月19日） - 間部詮房、越後村上藩初代藩主、側用人（* 1666年）
- 安政5年（グレゴリオ暦1858年8月24日） - 島津斉彬、薩摩藩主（* 1809年）
- 安政5年（グレゴリオ暦1858年8月24日） - 鷹見泉石、蘭学者（* 1785年）

## 記念日・年中行事
- 盆送り火
- 藪入り
- 閻魔賽日